# حزب العمل المدني والوطني
حزب العمل المدني والوطني (بالفرنسية: Parti pour l’Action Civique et Patriotique)‏ هو حزب سياسي في مالي أسسه ياه سماكي وأتباعه. يؤكد ميثاق الحزب على قيم الوطنية والمواطنة واللامركزية والحرية والديمقراطية وحقوق الإنسان والحكم الرشيد.

## روابط خارجية
- موقع حملة ياه سماكي باللغة الفرنسية (رسمي)